# Guerra da Sucessão de Mântua
A Guerra da Sucessão de Mântua (1628–31) foi um conflito periférico da Guerra dos Trinta Anos. O seu casus belli foi a extinção, em dezembro de 1627, em linha masculina, do ramo principal da Casa de Gonzaga que governava os Ducados de Mântua e de Monferrato. Estes dois ducados soberanos haviam sido governados sucessivamente pelos três irmãos Francisco IV (1612), Fernando I (1612–26) e Vicente II (1626–27). Os três morreram sem sucessão masculina legítima. A guerra foi travada entre os apoiantes dos dois principais candidatos à sucessão, colocando a França contra os Habsburgo na luta pelo controlo do norte de Itália.

## Enquadramento
O património dos Gonzaga era composto por dois estados que, embora soberanos, eram formalmente vassalos do Sacro Império Romano-Germânico:
- Mântua (a sudeste do ducado de Milão) onde a linha masculina dos Gonzaga governava, primeiro como  marqueses e, após 1540, como duques;
- Monferrato (a oeste do ducado de Milão) que desde 1574 se tornara ducado e onde a sucessão feminina ocorrera por diversas vezes, e que fora herdado pelos Gonzaga quando Frederico II Gonzaga casara com Margarida do Monferrato.

Estratégicamente, o Milanês, uma possessão dos Habsburgos, encontrava-se ao centro e separava estes 2 estados.
Em 22 de setembro de 1612, Francisco IV, Duque de Mântua e do Monferrato , morre com 26 anos. Reinara alguns meses deixando apenas uma filha de três anos de idade, Maria de Mântua. Francisco IV tinha também dois irmãos mais novos, ambos Cardeais Católicos que, como tal, nem poderiam casar nem ter posteridade.
Mesmo assim, os dois irmãos de Francisco, Fernando I (1587–1626) e Vicente II (1594–1627), acabaram por herdar sucessivamente o trono ducal e ambos casaram apressadamente após obtida a "Dispensa Papal", mas sem produzirem qualquer descendência. A crise rebentou quando Vicente II (o último dos três irmãos) morre em 25 de dezembro de 1627 com 33 anos, no mesmo dia que é celebrado o casamento da sua sobrinha, Maria, com Carlos Gonzaga, Duque de Mayenne, filho herdeiro de Carlos Gonzaga, Duque de Nevers e Rethel, chefe do ramo cadete Gonzaga-Nevers e herdeiro, em linha masculina, de Vicente II no Ducado de Mântua.

## Pretendentes e seus apoiantes
O Duque de Nevers era filho de Luís de Gonzaga, irmão mais novo do avô de Vicente II (ver Árvore genealógica). Por volta de 1500, Luís naturalizara-se francês, alterando o nome de Luigi para Louis, casando com a herdeira dos ducados de Nevers e Rethel em 1566. Para os franceses, ter um Par de França como soberano de Mântua e de Monferrato era, naturalmente, preferível. O Duque de Nevers chegou a Mântua em janeiro de 1628 proclamando, desde logo, a sua soberania.
Havia mais dois candidatos rivais:
- Carlos Emanuel I de Saboia, cuja filha Margarida era viúva do duque Francisco IV e mãe da pequenina Maria (1612–1660). Carlos Emanuel baseava os seus direitos sobre Mântua na pretensão da sua filha a uma parcela substancial dos domímios dos Gonzaga, o Ducado de Monferrato, que poderia ser herdado por linha feminina (os Gonzaga haviam-no adquirido em 1540 pelo casamento com Margarida Paleóloga);
- Ferrante II, Duque de Guastalla, um membro distante da família Gonzaga, que apesar das suas pretensões, não colocou tropas no terreno. Contudo, tinha o apoio do imperador Fernando II de Habsburgo, cuja mulher na altura, Leonor Gonzaga (1598–1655), era irmã dos último três duques de Mântua e Monferrato. O imperador pretendia re-anexar o Ducado de Mântua ao Sacro Império Romano-Germânico; Ferrante, sendo um tradicional aliado dos Habsburgos, era uma ferramenta útil nesse sentido.

Mas o desenrolar da guerra afetou as alianças dinásticas. Carlos Emanuel obteve o apoio dos Habsburgo, que controlavam o Milanês. A guerra Franco-Habsburguesa pela sucessão em Mântua foi apenas um dos muitos teatros da Guerra dos Trinta Anos, travada por toda a Europa.

## Conflito

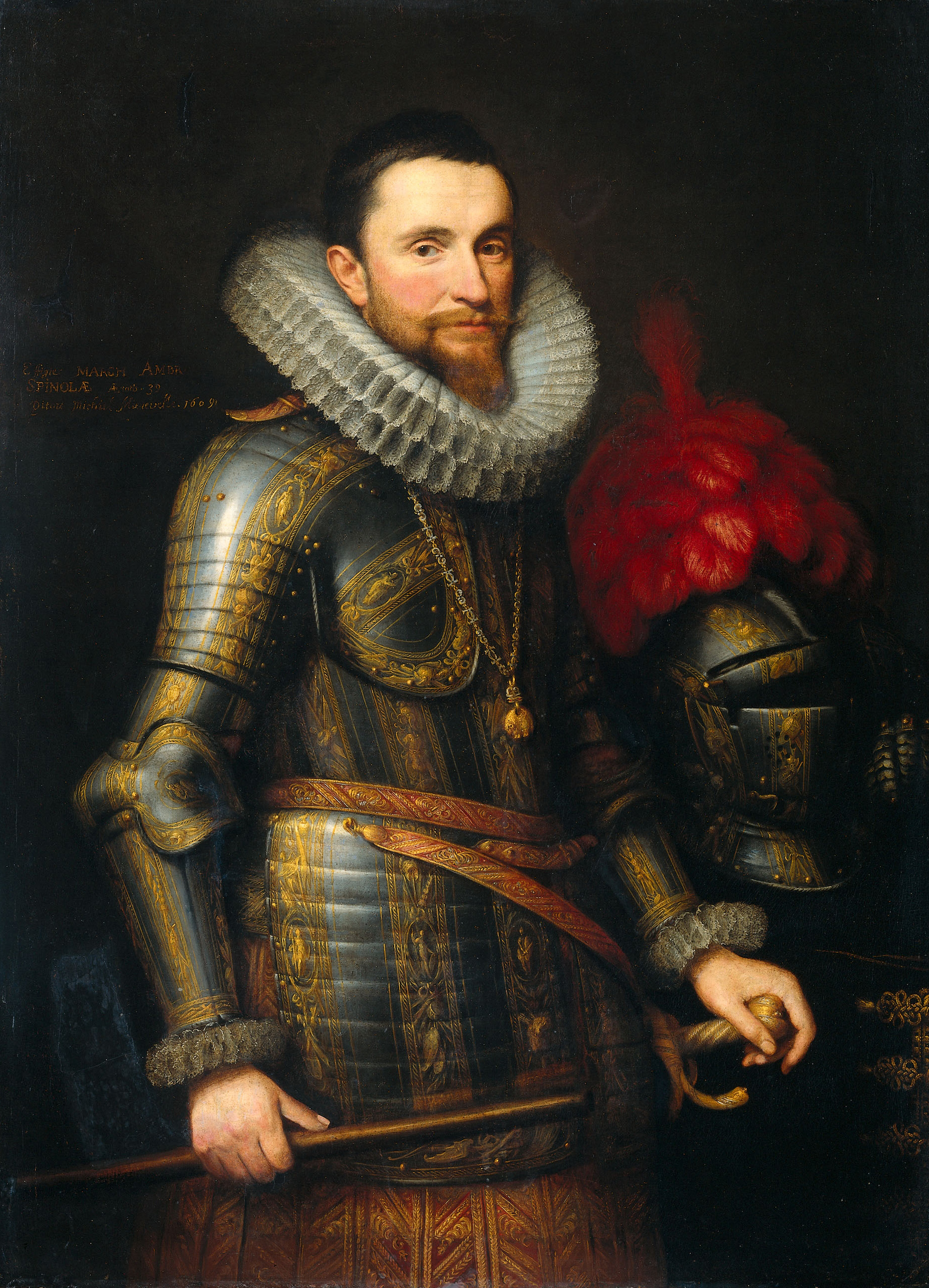
General Ambrogio Spinola

A tentativa inicial do governador espanhol de Milão, Gonzalo Fernandez de Córdoba, e de Carlos Emanuel de Saboia era partilhar o património dos Gonzaga que se encontrava separado pelo Milanês: Mântua (localizada a leste) ficaria para o Duque de Guastalla; Monferrato (a oeste), o menor dos dois territórios, seria anexado pelos Saboia. Mas deflagrou alguma fricção entre os aliados quando Carlos Emanuel movimentou as suas tropas para territórios sobre os quais não havia acordo, colocando cerco a Casale, capital do Monferrato.
Luís XIII de França e o Cardeal Richelieu, apesar de preocupados com questões internas (nomeadamente as revoltas dos Huguenote no Languedoc após a queda de La Rochelle em 1628), enviaram forças em socorro de Casale, perto da fronteira com o Milanês, sitiada por um exército Habsburgo que viera de Milão .. As forças francesas atravessaram os Alpes em março de 1629, tomando Susa, no Piemonte, em 6 de março, acabando com o cerco de Casale em 18 de março de 1629 e, finalmente, tomaram a fortaleza de Pinerolo em 30 de março de 1630. Entretanto, o Tratado de Susa, que acabou por ter curta duração, foi celebrado com o Duque de Saboia em abril de 1629, após o que as tropas regressaram a França, deixando para trás uma pequena guarnição. O enviado Papal que mediou as negociações em Casale foi Jules Mazarin. 
As forças do imperador Fernando II, sob o comando do Conde Ramboldo de Collalto invadem os Grisões e Valtellina. O governador de Milão foi substituído, após os insultos dos cidadãos dada a escassez de pão que vigorava há meses. No inverno seguinte, Milão foi devastada pela peste bubónica trazida pelos exércitos e que foi descrita por Alessandro Manzoni
Mais tarde, em 1629, o imperador Fernando II enviou um exército de Lansquenete para sitiar Mântua. Carlos abandonou a cidade sem a prometida ajuda de Luís XIII de França. O cerco durou até julho de 1630, quando a cidade, já atingida pela peste, foi brutalmente saqueada durante três dias e três noites pelas tropas dirigidas pelo Conde Johann von Aldringen e Matthias Gallas. Mas o Imperador não teve sucesso em Mântua. Dados os desenvolvimentos ocorridos na Alemanha, onde havia já conflitos com os suecos, foi forçado a centrar as suas atenções no principal teatro da grande guerra.

## Paz de Ratisbona (1630)
Os franceses primeiro concordaram pela Paz de Ratibona (também conhecida pelo seu nome germânico de Regensburgo), através dos seus representantes François Leclerc du Tremblay (Padre Joseph) e Nicolas Brûlart de Sillery. O acordo, assinado em 13 de outubro de 1630, foi favorável aos interesses franceses na Itália apesar de alguns revezes militares. Especificamente, foi permitido aos franceses manter a sua guarnição nos Grisões. O acordo também confirmava Carlos de Gonzaga-Nevers como Duque de Mântua e Duque de Monferrato em troca de pequenas concessões a Carlos Emanuel de Saboia e a Ferrante de Guastalla. Por seu lado, os Habsburgos reduziriam o número de tropas na região. O tratado foi visto como desfavorável para os interesses espanhóis a ponto do primeiro ministro, o Conde-Duque de Olivares, considerar que não era diferente duma rendição. 
Além disso, o tratado continha uma cláusula sensível, onde os Franceses se comprometiam a não estabelecer alianças na Alemanha contra o Imperador reinante. Isto colocaria a França numa posição secundária no conflito que se desenrolava e Luís XIII recusou-se a aceitar isto, pelo que os Habsburgos continuaram em guerra com forças reduzidas na área. Foi necessário enviar reforços para sul dos Alpes cuja falta viria a ser extremamente sentida quando forças Suecas, sob o comando de Gustavo II Adolfo invadiram a Alemanha vindos do norte.

## Tratado de Cherasco (1631)
A paz em Itália foi finalmente negociada pelo tratado de Cherasco, celebrado numa localidade do Piemonte em 19 de junho de 1631. A França, que em 1629 ocupara a Saboia e no ano seguinte capturara Pinerolo, renuncia às suas conquistas em Itália. Carlos Gonzaga-Nevers foi confirmado como soberano de Mântua e Monferrato, com concessões aos outros pretendentes: Vítor Amadeu I de Saboia que, entretanto, sucedera ao pai, depois da sua súbita morte, obteve Trino e Alba no Monferrato; enquanto que a César II Gonzaga, Duque de Guastalla, filho de Ferrante, foi atribuído Luzzara e Reggiolo. Mais tarde foi descoberto que, por um tratado secreto com Vitor Amadeu, Pinerolo foi entregue a França.